# Andy Serkis
Andrew Clement (Andy) Serkis (Ruislip (West-Londen), 20 april 1964) is een Engelse film- en theateracteur van Britse en Iraakse afkomst. Bij het grote publiek vooral bekend door zijn rol als Sméagol/Gollem in The Lord of the Rings-trilogie, als Caesar (Planet of the apes), de apenleider in de Planet of the Apes-trilogie. Ook de vertolking van King Kong in de remake uit 2005 nam hij voor zijn rekening. Daarnaast heeft Serkis een eigen productiehuis, The Imaginarium in Londen, waar hij motion capture workshops geeft. Met zijn productiehuis verwezenlijkte hij de film Mowgli: Legend of the Jungle. Hij maakte zijn regie debuut met Imaginarium's 2017 film Breathe. Verder regisseerde hij ook de film Venom: Let There Be Carnage (2021), die zich afspeelt in Sony's Spider-Man Universe.

## Biografie
Andy Serkis groeide op in West-Londen en wist al vroeg in zijn leven wat hij wilde worden, namelijk schilder of grafisch artiest. Hij ging dan ook "Visual Arts" (visuele kunsten) studeren aan de Lancaster University. Tijdens zijn studie woonde hij nabij het Lake District waar hij veel tijd kon besteden aan een andere grote hobby, namelijk bergklimmen.
Vanuit zijn studie raakte Serkis betrokken bij de afdeling theaterstudies. Er werd daar uitgebreid aandacht besteed aan decorstukken en aanverwanten. Het acteren sprak Serkis echter al snel meer aan. Het stuk Gotcha van Barrie Keefe waarin hij een rol speelde, was voor hem de doorslag om acteur te worden. In 1985 ging hij aan het werk bij "Dukes Playhouse" te Lancaster. Onder regie van Jonathan Petherbridge vertolkte hij veertien rollen in voorstellingen als Volpone, The Good Person of Szechwan en A Midsummer Night's Dream. Hieropvolgend acteerde Serkis lange tijd bij diverse toerende theater- en musicalvoorstellingen zoals Faust (Hammersmith), Macbeth (Royal Exchange Theatre, Manchester), Cabaret (Crucible Theatre), Some Like It Hot (West Yorkshire Playhouse) en Decadence (Steven Berkoff) waarvoor hij de Manchester Evening News Best Actor Award ontving. Serkis werd vooral bekend op het Londense toneel door zijn rollen als Dogboy in Hush, de gek in King Lear en Potts in Mojo (allen Royal Court Theatre).
Tegelijkertijd begon Serkis ook door te breken op televisie en in films. Zijn doorbraak was de rol van Tom in de gangsterserie Finnley. Verder speelde hij in de volgende televisieseries: Grushko, The Jump, The Arabian Nights, Touching Evil, Shooting the Past en Alan Bleasedales Oliver Twist en in de volgende films: Career Girls, Mojo, Among Giants en Stella Does Tricks. Vanaf 1997 lag de focus van Serkis vooral op het acteren in films waarbij hij onder andere een klein jaar spendeerde om de rol van John Dauban uit te diepen voor de film Topsy-Turvy.
Vooral door deze vorm van toewijding om zich in een rol in te leven raakte Andy Serkis een gevoelige snaar bij Peter Jackson die op dat moment bezig was met de voorbereiding voor de opname van de epische film The Lord of the Rings (op dat moment was er nog geen sprake van een trilogie). Andy Serkis werd betrokken bij de rol van Sméagol/Gollem. Hij kreeg de opdracht de rol uit te diepen en de programmeurs van Weta Digital bij te staan bij het ontwikkelen van dit computergegenereerde personage. Tevens zou hij zijn stem lenen aan het personage en de overige acteurs bijstaan bij de opnames door Gollem op de set te vertolken in een groen pak dat bij de postproductie gemakkelijk uit de opnames te verwijderen was. Al snel bleek echter dat het acteerwerk dat Andy liet zien bij zowel op de set als bij de audio-opnamen van vele malen betere kwaliteit was dan het optreden van het digitale personage. Daarop werd tegen het einde van de opnames van het tweede deel van The Lord of The Rings-trilogie, The Two Towers, besloten het personage Sméagol/Gollem te baseren op Andy Serkis en het acteerwerk van Andy via motion capture over te zetten naar het digitale personage. Het gevolg hiervan was echter wel dat er in het eerste al uitgebrachte deel, The Fellowship of the Ring, enkele opnames te zien zijn van Sméagol/Gollem die niet overeenkomen met het personage zoals dat geportretteerd is in de twee volgende delen van de trilogie. Andy Serkis ontving samen met Weta Digital diverse prijzen voor de creatie van Sméagol/Gollem. Het personage had grote invloed op het gebruik van 'digitale acteurs' in de gehele film- en videogamewereld.
Peter Jackson was dusdanig onder de indruk van Serkis' optreden als Sméagol/Gollem dat hij de acteur wederom inhuurde voor zijn remake van de film King Kong. Via vergelijkbare technieken vertolkte Serkis hier onder andere de rol van Kong.
In de Hobbit-trilogie, uitgebracht vanaf 2012, was Serkis weer assistent voor regisseur Jackson. Tevens is hij te zien als Sméagol/Gollem in het eerste deel van deze trilogie.
Ook besteedt Andy Serkis veel tijd aan schilderen en hij heeft nog altijd de droom om aan de andere kant van de camera te gaan werken. In september 2001 maakte hij zijn debuut achter de schermen met de kortfilm Snake.
Serkis is te zien en te horen in de videogame Enslaved: Oddyssey to the west. Hierin spreekt hij de stem in van hoofdpersoon Monkey en hij heeft ook nog een extra rol als zichzelf.
In de Planet of the Apes-trilogie (2011–2017) speelt Serkis de leider van de apen, Caesar.
In 2022 speelde Serkis de rol van Alfred Pennyworth in de film The Batman van Matt Reeves. 

### Persoonlijk leven
Andy Serkis woont in Noord-Londen met zijn vrouw, actrice Lorraine Ashbourne, en hun drie kinderen.

## Filmografie

### Als acteur
- Venom: The Last Dance (2024) - Knull (stem)
- Luther: The Fallen Sun (2023) - David Robey - film, gebaseerd op de televisieserie Luther
- Andor (televisieserie) - Kino Loy (3 afleveringen, 2022)
- The Batman (2022) - Alfred Pennyworth
- What If...? (televisieserie)  - Ulysses Klaue (stem in afl. "What If... Killmonger Rescued Tony Stark?", 2021)
- Star Wars: Episode IX - The Rise of Skywalker (2019) - Supreme Leader Snoke (stem)
- Mowgli (2018) - Baloo
- Black Panther (2018) – Ulysses Klaue
- Star Wars: Episode VIII - The Last Jedi (2017) – Supreme Leader Snoke
- War for the Planet of the Apes (2017) – Caesar
- Star Wars: Episode VII - The Force Awakens (2015) – Supreme Leader Snoke
- Avengers: Age of Ultron (2015) – Ulysses Klaue
- Dawn of the Planet of the Apes (2014) – Caesar
- The Hobbit: An Unexpected Journey (2012) – Sméagol/Gollum
- Arthur Christmas (2011) - Lead Elf (stem)
- The Adventures of Tintin: Secret of the Unicorn (2011) – Captain Haddock
- Rise of the Planet of the Apes (2011) – Caesar
- Wild Bill (2011) – Glen
- Brighton Rock (2010) – Mr. Colleoni
- Death of a Superhero (2010) – Dr. Adrian King
- Burke and Hare (2010) – William Hare
- Animals United (2010) - Charles (stem)
- Freezing Time (2009) – Erickson
- Inkheart (2008) – Capricorn
- Einstein and Eddington (2008) – Einstein
- Little Dorrit (2008) – Rigaud
- Longford (televisiefilm, 2006) – Ian Brady
- Flushed Away (2006) – Spike (stem)
- Rendition (2006) – The Interrogator
- The Prestige (2006) – Mr. Alley
- Stormbreaker (2006) – Mr. Grin
- Stingray (2006) – Stingray (stem)
- King Kong (2005) – Kong/Lumpy
- King Kong: The Official Game of the Movie (computerspel, 2005) – Lumpy
- Stories of Lost Souls (2005) – grootmoeder/Rastafarian/Hunter Jackson
- Spooks (televisieserie) – Riff (afl. "Celebrity", 2004)
- Blessed (2004) – Father Carlo
- 13 Going on 30 (2004) – Richard Kneeland
- Standing Room Only (2004) – grootmoeder/Rastafari/Hunter Jackson
- The Lord of the Rings: The Return of the King (2003) – Sméagol/Gollum
- The Lord of the Rings: The Return of the King (2003) – tovenaar-koning van Angmar (stem)
- The Simpsons (televisieserie) – Cleanie (stem) (afl. "Dude, Where's My Ranch?", 2003)
- The Screensavers (televisieserie) – Bit Chat Guest (afl. 10 april 2003)
- The Lord of the Rings: The Two Towers (2002) – Sméagol/Gollum
- Deathwatch (2002) – Pvt. Thomas Quinn
- 24 Hour Party People (2002) – Martin Hannett
- The Lord of the Rings: The Fellowship of the Ring (2001) – Gollum
- The Lord of the Rings: The Fellowship of the Ring (2001) – Lord of the Nazgûl (stem)
- The Escapist (2001) – Ricky Barnes
- Jump (2000) – Shaun
- Shiner (2000) – Mel
- Pandaemonium (2000) – John Thelwall
- The Jolly Boys' Last Stand (2000) – Spider
- Arabian Nights (televisieserie, 2000) – Kasim
- Oliver Twist (televisie-miniserie, 1999) – Bill Sikes
- Topsy-Turvy (1999) – John D'Auban
- Shooting the Past (televisiefilm, 1999) – Styeman
- Touching Evil III (televisie-miniserie, 1999) – Michael Lawler
- Five Seconds to Spare (1999) – Chester
- The Tale of Sweety Barrett (1998) – Leo King
- The Jump (televisieserie, 1998) – Steven Brunos
- Among Giants (1998) – Bob
- Insomnia (1998) – Harry
- Clueless (1998) – David
- Mojo (1997) – Potts
- The Pale Horse (televisiefilm, 1997) – Sergeant Corrigan
- Career Girls (1997) – Mr. Evans
- Loop (1997) – Bill
- Stella Does Tricks (1996) – Fitz
- The Near Room (1995) – Bunny
- Finney (1994) (televisieserie) – Tom
- Pie in the Sky (televisieserie) – Maxwell (afl. "Passion Fruit Fool", 1994)
- Grushko (televisieserie, 1994) – Pyotr
- Prince of Jutland (1994) – Torsten
- The Bill (televisieserie) – Alex Rackin (afl. "Return to Sender", 1993)
- The Darling Buds of May (televisieserie) – Greville (afl. "Le Grand Weekend", 1992)
- Morris Minor's Marvellous Motors (televisieserie, 1989) – Sparky Plugg
- The New Statesman (televisieserie) – Peter Moran (afl. "The Haltemprice Bunker" en "The Wapping Conspiracy", 1989)
- Streetwise (televisieserie, 1989) – Owen

### Als regisseur
- 2021: Venom: Let There Be Carnage
- 2018: Mowgli
- 2017: Breathe

### Bij de soundtrack
- Among Giants (1998) (te horen in: "The Air That I Breathe", "Stand By Me", "Never Seen That Look Before")

### Overige optredens (als zichzelf)
- Bryan's Journals (2006)
- The 4th Annual Spacey Awards (televisie-special, 2006)
- "HypaSpace" (televisieserie, afl. 5.68, 2006)
- King Kong: The Post-Production Diaries (2006)
- Late Night with Conan O'Brien (televisieserie, afl. 4 januari 2006 en 13 januari 2004)
- "The Film Programme" (televisieserie, afl. 12 december 2005)
- Corazón de... (televisieserie, afl. 7 december 2005)
- King Kong: Peter Jackson's Production Diaries (2005)
- Ringers: Lord of the Fans (2005)
- The Ultimate Film (televisiedocumentaire, 2004)
- Ringens disipler (2004)
- "The Sharon Osbourne Show" (televisieserie, afl. 7 april 2004)
- Richard & Judy (televisieserie, afl. 5 maart 2004)
- 4Pop (televisieserie, afl. "Kuninkaan paluu - tarun päätös", 2003)
- Frids film (televisieserie, afl. 18 december 2003)
- Tinseltown TV (televisieserie, afl. 13 december 2003)
- Filmland (televisieserie, afl. "Filmland Special - Ringenes Herre: Kongen vender tilbage", 2003)
- The 1st Annual Spacey Awards (televisie-special, 2003)
- 2003 MTV Movie Awards (televisie-special, 2003)
- The Making of 'The Lord of the Rings' (2002)

### Uitgebracht archiefmateriaal
- The Lord of the Rings: The Third Age (2004) – Gollum
- DNZ: The Real Middle Earth (televisiedocumentaire, 2004) – zichzelf/Gollem
- The Lord of the Rings: The Return of the King (2003) – Gollum (stem)
- The Righteous Babes (1998)
- Venice Report (televisiedocumentaire, 1997) – Potts